# Marathon Petroleum
Marathon Petroleum Corporation es una empresa estadounidense de transporte, comercialización y refinación de petróleo con sede en Findlay, Ohio. La empresa era una subsidiaria de propiedad total de Marathon Oil hasta su escisión corporativa en 2011.

## Historia
Marathon Petroleum tiene su origen en varias pequeñas empresas petroleras de Ohio que se unieron en 1887. Estos formaron The Ohio Oil Company establecida en Lima, Ohio. Se convirtió en el mayor productor de petróleo del estado. En 1889, la empresa fue adquirida por Standard Oil Trust y seis años más tarde su sede se trasladó a Findlay. En 1906, la empresa construyó su primer oleoducto, que conectaba sus instalaciones en Martinsville, Illinois y Preble, Indiana.
Después de que la Corte Suprema de los Estados Unidos ordenara la disolución de su empresa matriz como resultado de la Ley Sherman Antimonopolio en 1911, Ohio Oil volvió a ser independiente. Amplió sus operaciones comprando yacimientos petrolíferos fuera de Ohio. La empresa también inició la refinación de petróleo. En 1924, la empresa descubrió petróleo en Texas. Ese mismo año, adquirió Lincoln Oil Refining Company. Esta compra incluyó una refinería y 17 estaciones de servicio de la marca en Indiana. Varios años más tarde, Ohio Oil adquirió Transcontinental Oil, que, además de refinerías, instalaciones de almacenamiento y estaciones de servicio, recibió el nombre de producto Marathon.

### Empresa predecesora
La empresa predecesora de Marathon Petroleum Corporation, Marathon Petroleum Company LLC, anteriormente conocida como Marathon Ashland Petroleum LLC, se formó mediante la fusión de las operaciones de refinación de Marathon Oil y Ashland Inc. en 1998. La fusión reunió a varios descendientes del fideicomiso Standard Oil, ya que Ashland había adquirido varias escisiones de Standard más pequeñas, mientras que Marathon era propiedad directa de Standard Oil. También reunió las cadenas Speedway de Marathon y SuperAmerica de Ashland y posteriormente se fusionaron como "Speedway SuperAmerica".
Cuando los antiguos rivales de Marathon, Standard Oil of Ohio y Amoco, fueron adquiridos por la empresa británica BP, Marathon Ashland adoptó el lema de marketing "Una empresa estadounidense al servicio de Estados Unidos", y el lema se trasladó a los surtidores de gasolina de Marathon. En 2006, adoptó su lema actual, "Impulsando el espíritu americano", a medida que la empresa cambia su énfasis en la ética laboral y las contribuciones de sus empleados.
En 2005, la empresa se convirtió en una filial propiedad al 100% de Marathon Oil, después de que Ashland vendiera sus activos downstream y abandonara el negocio minorista. En 2006, Marathon comenzó a utilizar aditivos de la marca STP en su combustible.
En 2009, la empresa completó una ampliación de su refinería en Garyville, Luisiana, por valor de 3.900 millones de dólares, que aumentó la capacidad de la planta en 180.000 barriles por día.
En 2010, la compañía vendió su refinería de 74.000 barriles por día en St. Paul Park, Minnesota, junto con terminales, oleoductos e inventario asociados, así como 166 tiendas de conveniencia SuperAmerica a Northern Tier Energy por 900 millones de dólares.

### Escisión posterior a la empresa de Marathon Oil

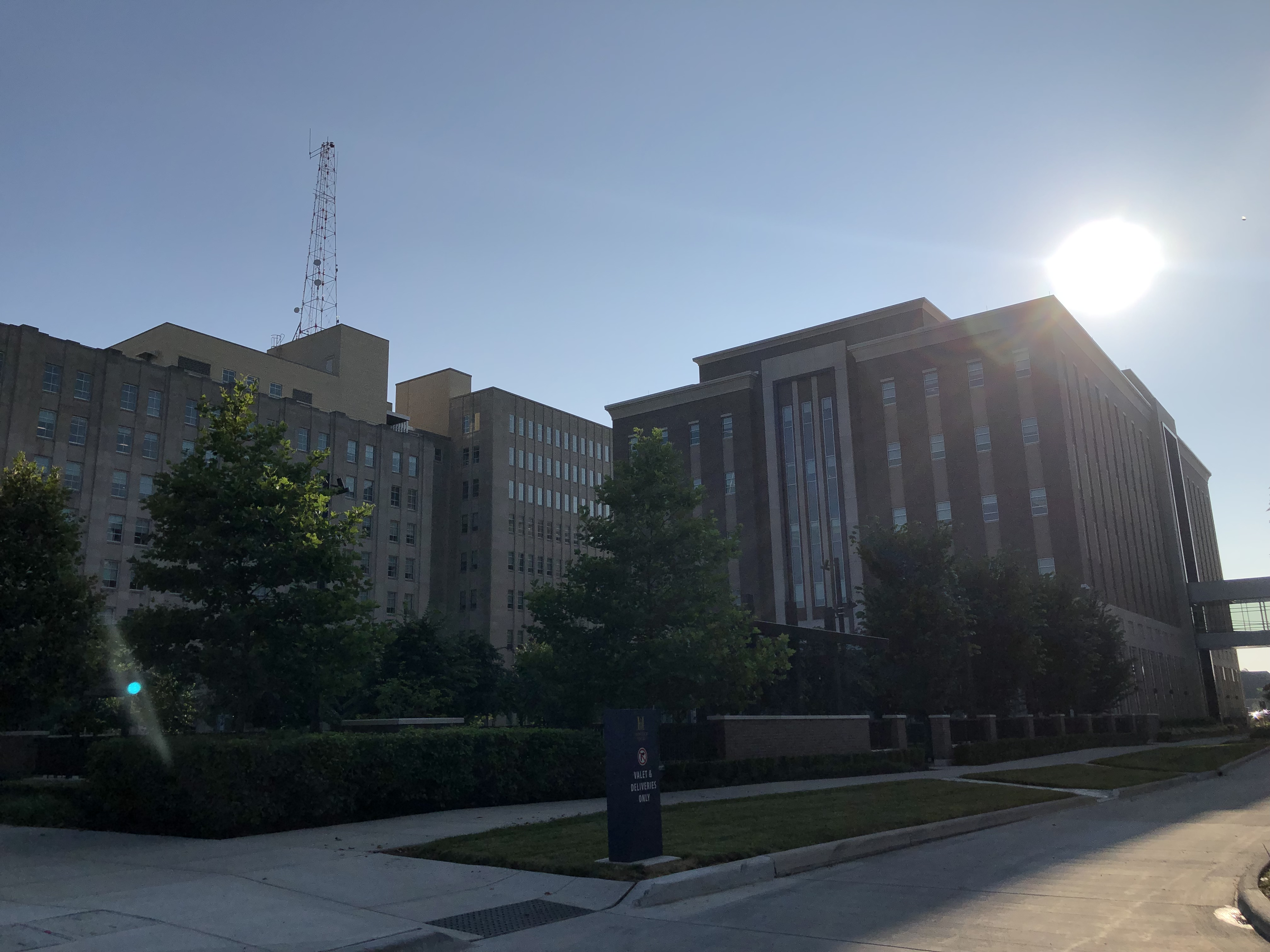
El campus de Marathon Petroleum.

El 30 de junio de 2011, Marathon Oil distribuyó todas sus acciones de la empresa a sus accionistas mediante una escisión corporativa.
En junio de 2012, Tri-State Petroleum, con sede en Wheeling, Virginia Occidental, firmó un contrato para cambiar 50 estaciones en Ohio, Pensilvania y Virginia Occidental a la marca Marathon. La mayoría de las estaciones de Tri-State antes del acuerdo eran estaciones de la marca ExxonMobil, la mayoría Exxon, así como algunas estaciones Mobil dispersas en el área inmediata de Wheeling. En el acuerdo se incluyeron 18 estaciones de Exxon en el área metropolitana de Pittsburgh, lo que impulsó significativamente la presencia de Marathon en el mercado de Pittsburgh, donde tiene su sede la antigua empresa matriz U.S. Steel. (Exxon compensaría sus pérdidas en Pittsburgh asumiendo los contratos minoristas de varias estaciones de Shell en el área, dejando a Shell con una presencia significativamente reducida, mientras que la marca Mobil fue retirada por completo del Northern Panhandle de Virginia Occidental). Antes del acuerdo, Marathon tenía una presencia mucho menor en el oeste de Pensilvania, mientras que tenía una presencia algo mayor en Virginia Occidental y una presencia casi ubicua en el sur de Ohio.
En 2013, Marathon compró numerosos activos de BP, incluida una refinería de 451.000 barriles por día calendario en Texas City, Texas, cuatro terminales de distribución de productos livianos y contratos de comercialización minorista para 1.200 estaciones minoristas en todo el sureste de Estados Unidos.